# Hylarana tipanan
Hylarana tipanan är en groddjursart som först beskrevs av Brown, McGuire och Arvin Diesmos 2000.  Hylarana tipanan ingår i släktet Hylarana och familjen egentliga grodor. IUCN kategoriserar arten globalt som sårbar. Inga underarter finns listade i Catalogue of Life.